# Agkistrodon contortrix
Agkistrodon contortrix là một loài rắn trong họ Rắn lục. Loài này được Linnaeus mô tả khoa học đầu tiên năm 1766.
Hành vi của loài rắn này có thể dẫn đến những cuộc chạm trán bất ngờ với con người. Năm phân loài hiện đang được công nhận, bao gồm phân loài chỉ định được đề cập ở đây.

## Mô tả
Cá thể rắn lớn trưởng thành với chiều dài trung bình (bao gồm đuôi) từ 50–95 cm (20-37 inch). Một số có thể có chiều dài vượt quá 1 m (3.3 ft), mặc dù điều này đặc biệt đối với loài này. Con đực thường lớn hơn con cái. Những con đực trưởng thành có kích thước thường không vượt quá 74–76 cm (29 đến 30 inch), và con cái thường không vượt quá 60 đến 66 cm (24 đến 26 in). Trong một nghiên cứu, người ta thấy rắn đực có trọng lượng từ 101,5 đến 343 g (3,58 đến 12,10 oz), với trọng lượng trung bình khoảng 197,4 g (6,96 oz). Theo một nghiên cứu khác, rắn cái giới có khối lượng cơ thể trung bình là 119,8 g (4,23 oz).. Chiều dài tối đa báo cáo cho loài này là 134,6 cm (53,0 in) cho A. c. mokasen (Ditmars, 1931). Brimley (1944) đề cập đến một mẫu vật của A. c. mokasen từ Chapel Hill, North Carolina, "bốn feet sáu inch" (137,2 cm), nhưng điều này có thể đã là một xấp xỉ. Chiều dài tối đa cho A. c. contortrix là 132,1 cm (52,0 in) (Conant, 1958).
Cơ thể tương đối cứng và đầu rộng và khác biệt với cổ. Bởi vì mõm sườn dốc xuống và ngược lại, nó có vẻ ít cùn hơn lông mày, A. piscivorus. Do đó, đỉnh đầu kéo dài hơn về phía trước so với miệng.
Tỷ lệ bao gồm 21-25 (thường là 23) các dãy vảy lưng ở giữa, 138-157 vảy bụng ở cả hai giới và 38-62 / 37-57 vảy ở nam giới / nữ giới. Các tiểu đơn vị thường là đơn lẻ, nhưng tỷ lệ phần trăm giảm dần từ phía đông bắc, khoảng 80% không chia cắt, về phía tây nam của dải địa lý, nơi chỉ có 50% có thể được phân chia. Trên đầu thường có 9 tấm đối xứng lớn, 6-10 (thường là 8) các vảy trên môi 8-13 (thường là 10) các vảy dưới môi. 

## Phân bố và môi trường sống
Nó được tìm thấy ở Hoa Kỳ ở các tiểu bang Alabama, Arkansas, Connecticut, Delaware, Northern Florida, Georgia, Illinois, Indiana, Iowa, Kansas, Kentucky, Louisiana, Ohio, Oklahoma, Maryland, Massachusetts, Mississippi, Missouri, Nebraska, New Jersey, New York, North Carolina, Pennsylvania, South Carolina, Tennessee, Đông Texas, Virginia vàWest Virginia. Tại Mexico, loài này phân bố ở Chihuahua và Coahuila. Các loại địa phương là "Carolina". Schmidt (1953) đề xuất loại địa phương bị giới hạn ở "Charleston, South Carolina"
Không giống như một số loài viper khác ở Bắc Mỹ, chẳng hạn như rắn đuôi chuông gỗ và Sistrurus catenatus, Agkistrodon contortrix hầu như không tái lập lại phía bắc của phần cuối sau thời kỳ băng hà cuối cùng (Wisconsin băng giá) mặc dù loài này được tìm thấy ở đông nam Bang New York và phía nam New England, phía bắc Wisconsin của trạm đóng băng ở Long Island.
Trong phạm vi của nó nó chiếm nhiều môi trường sống khác nhau. Ở hầu hết Bắc Mỹ, loài này ưu thích rừng rụng lá và rừng hỗn giao. Loài này thường sống ở các mỏ đá và mỏ đá, nhưng cũng được tìm thấy ở các vùng đầm lầy thấp. Trong mùa đông, chúng ngủ đông trong các hang động, trong các khe đá vôi, thường cùng với cây đuôi chuông bằng gỗ và rắn chuột đen. Tuy nhiên, ở các bang xung quanh Vịnh Mexico, loài này cũng được tìm thấy trong rừng lá kim. Ở sa mạc Chihuahua ở phía Tây Texas và miền bắc Mexico, nó xảy ra trong môi trường sống ven sông, thường ở gần nước vĩnh viễn hoặc nửa muồi và đôi khi ở các rạch khô.

## Hình ảnh

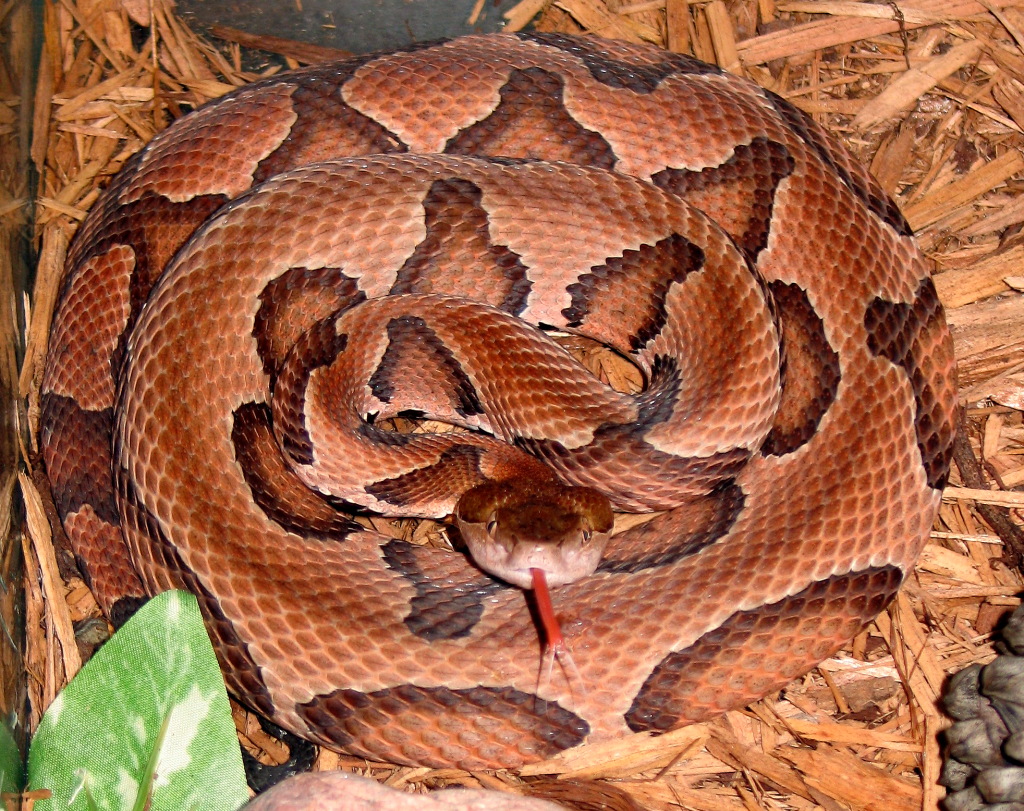
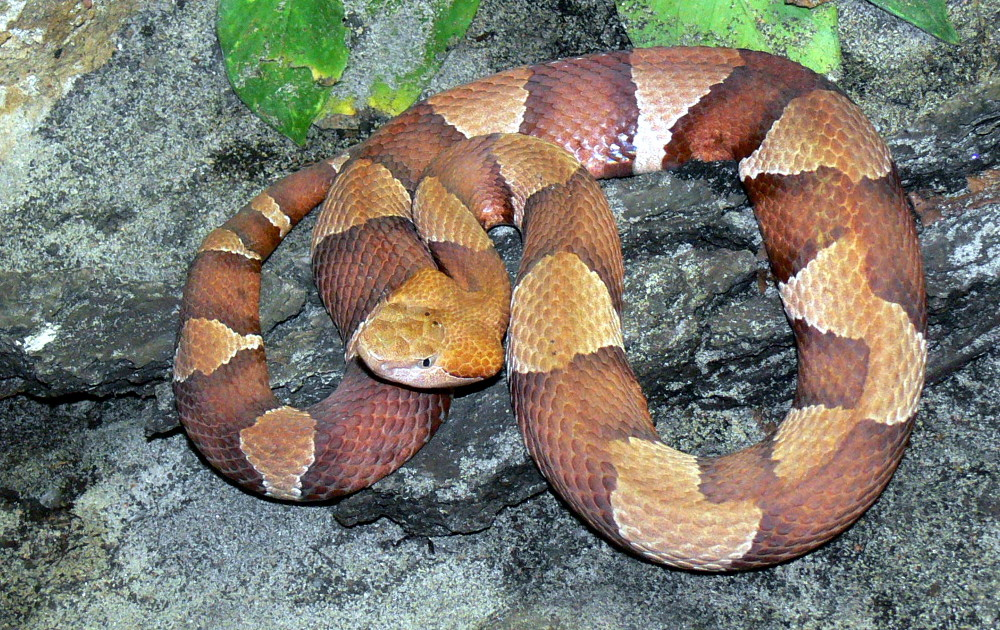
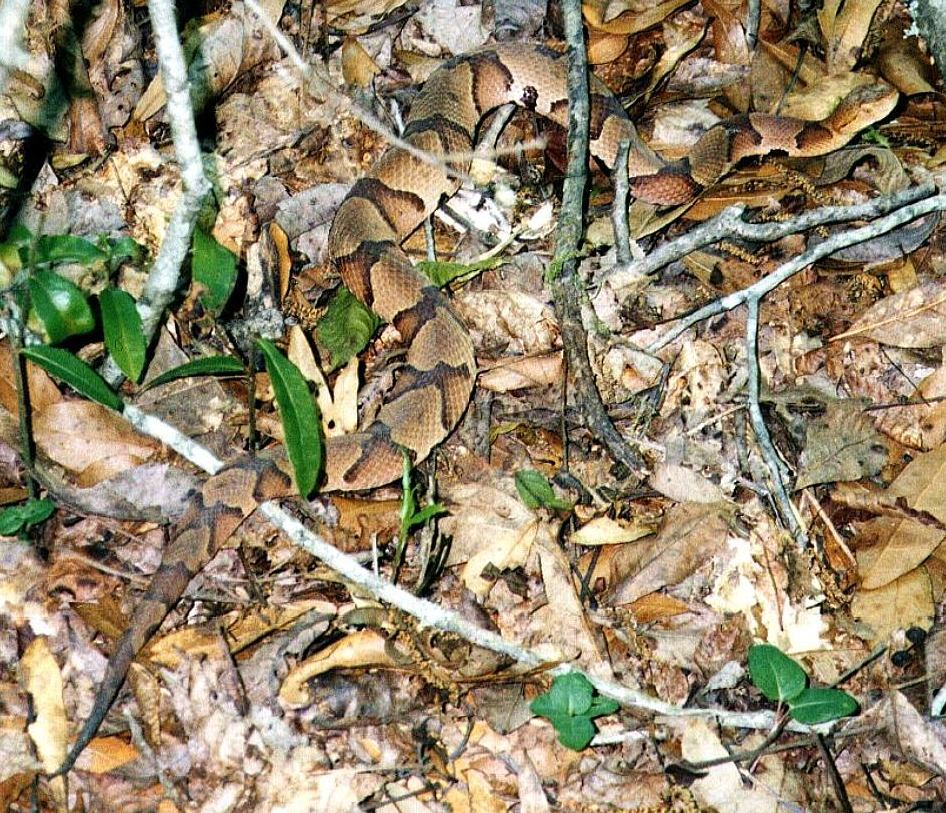
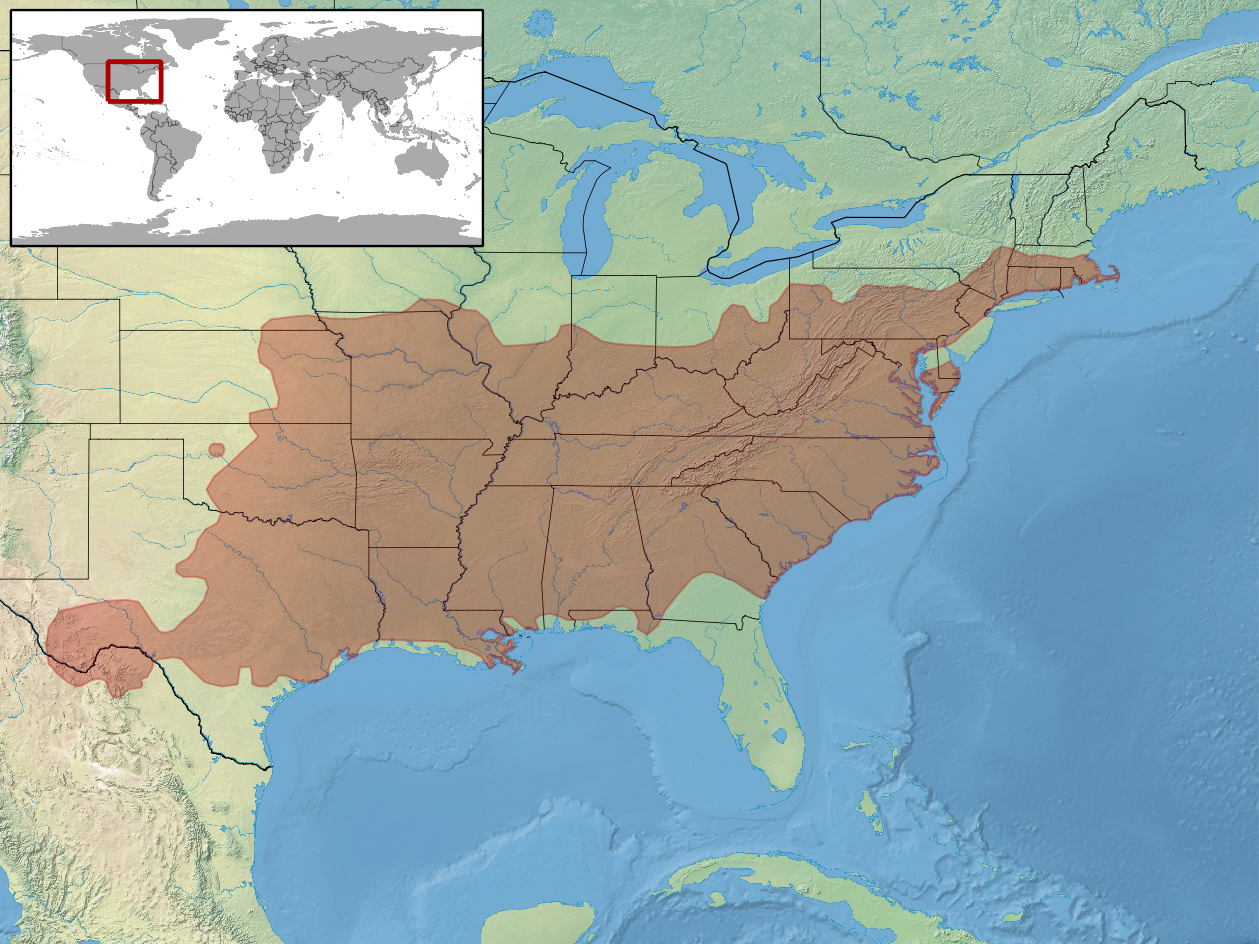
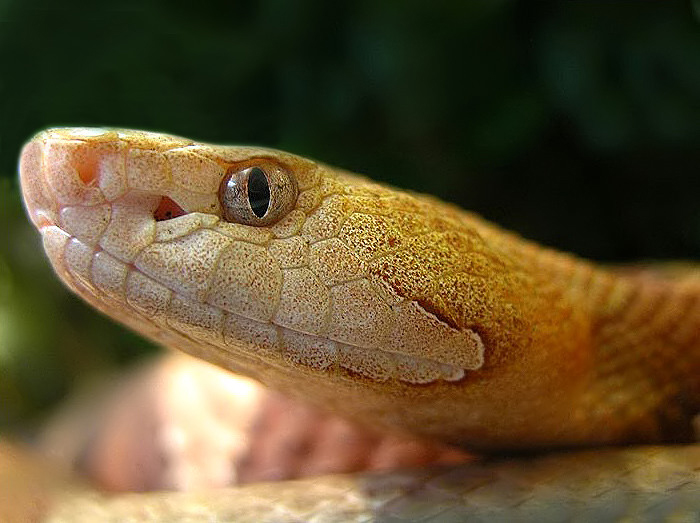
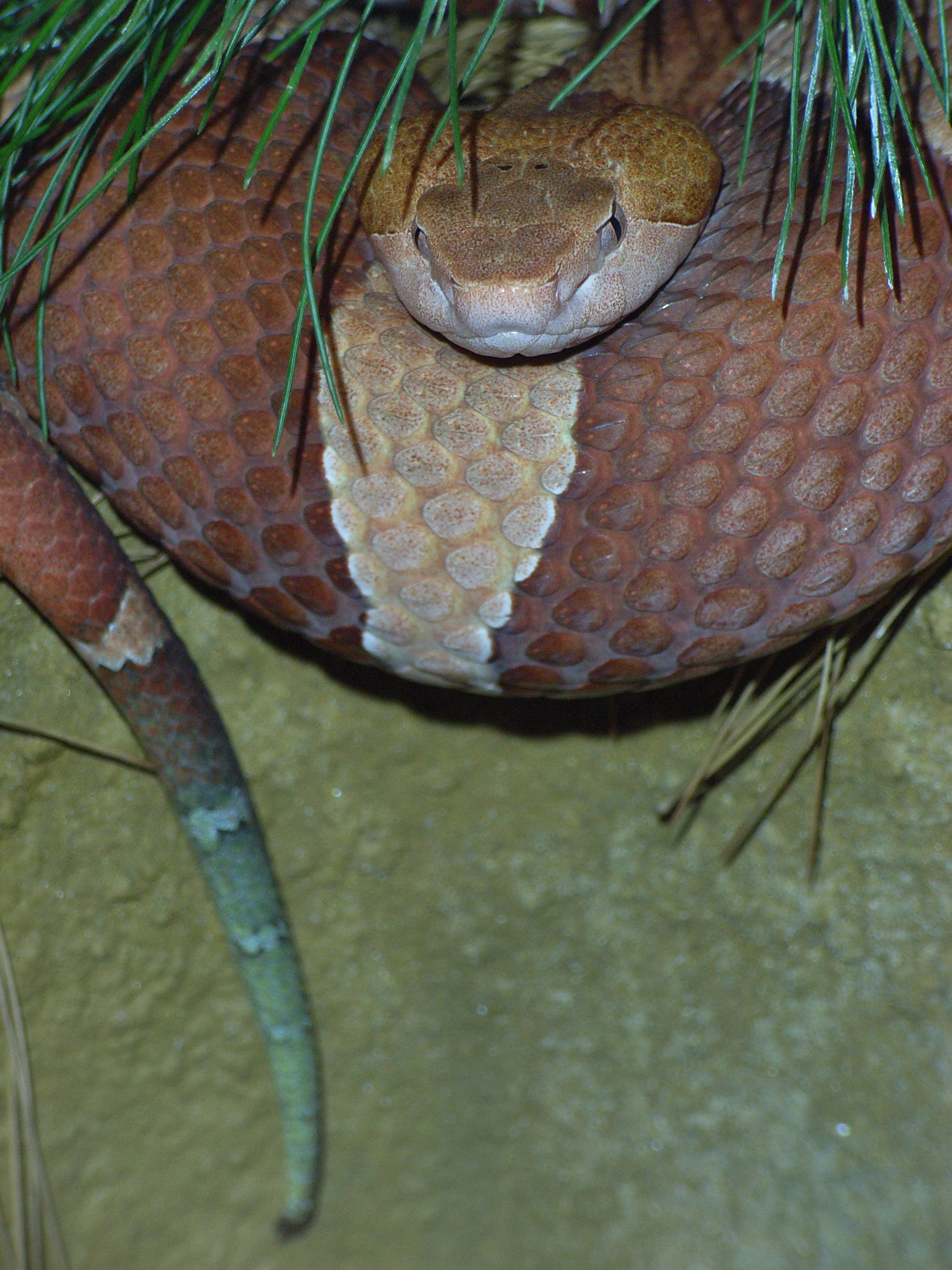